# Rupert Allason
Rupert William Simon Allason (Londres, 8 de noviembre de 1951) es un historiador militar y expolítico del Reino Unido que formó parte del Partido Conservador. Fue miembro del Parlamento para Torbay en Devon, desde la elección de 1987 a 1997. Como escritor, publicó libros sobre espionaje bajo el seudónimo de Nigel West. 

## Biografía
Él y su hermano Julian Allason crecieron como católicos, la fe de su pueblo irlandés, y por ende la de su madre, Nuala McAreavey, asistiendo a la Downside School. Su padre, James Allason, era miembro de Partido Conservador. Rupert Allason se casó en 1979 y tuvo dos hijos.

## Trayectoria política
En 1992, Allason se opuso a que su país cediese competencias adicionales a la Unión Europea, siendo el único tory que rehusó votar por el Tratado de Maastricht cuando fue hecho en moción confidencial. La votación fue estrecha pero la abstención de Allason causó su alejamiento del partido por un año.
Abandonó el Parlamento después de la arrolladora elección de 1997, cuando perdió su escaño por un margen de 12 votos ante Adrian Sanders del  Liberal Demócrata, después de que un candidato antinortemaericano dividiera el voto conservador. En 2000, consideró desertar hacia el Partido por la Independencia del Reino Unido (UKIP).

## Carrera literaria
Se convirtió en un especialista en historia de los servicios secretos británicos de inteligencia y  de contrainteligencia (SOE, MI5, MI6) y la CIA y el KGB durante las Guerras Mundiales, la Guerra Fría y la Postguerra fría. Incluso consiguió descubrir la verdadera identidad del espía doble español Joan Pujol, más conocido como "Garbo" por los británicos y "Arabel" por los alemanes, un personaje crucial para engañar a estos últimos sobre el verdadero lugar del desembarco aliado. Pujol se había instalado en Venezuela después de haber simulado su propia muerte en Angola. Junto con él escribió un libro sobre su contribución a la II Guerra Mundial. Otros temas sobre los que investigó fueron la infiltración del espionaje soviético dentro el Proyecto Manhattan, el papel de los servicios secretos en las conjuras para asesinar al papa Juan Pablo II y el papel del espionaje durante la Guerra de las Malvinas, entre otros.
Editó además los diarios del espía británico Guy Liddell y otras obras sobre la materia, cuyo máximo exponente es tal vez su Diccionario Histórico de la Inteligencia Británica /  Historical Dictionary of British Intelligence (2005).

### Publicaciones
- MI5: British Security Service Operations, 1909-1945, New York: Stein and Day, 1982, 1981.
- A Matter of Trust: MI5, 1945-72, London: Weidenfeld and Nicolson, 1982; published in the U.S as The Circus: MI5, operations 1945-1972, New York: Stein and Day, 1983.
- MI6: British Secret Intelligence Service Operations: 1909-45, London: Weidenfeld and Nicolson, 1983.
- Unreliable Witness: espionage myths of the Second World War, London: Weidenfeld and Nicolson, 1984.
- The Branch: A History of the Metropolitan Police Special Branch. Rupert Allason
- Garbo co-written by Juan Pujol with Nigel West, London: Weidenfeld and Nicolson, 1985.
- GCHQ: the Secret Wireless War, 1900-86, London: Weidenfeld and Nicolson, 1986.
- Molehunt: the full story of the Soviet spy in MI5, London: Weidenfeld and Nicolson, 1987.
- The Friends: Britain's post-war Secret Intelligence operations, London: Weidenfeld and Nicolson, 1988.
- Games of Intelligence: the classified conflict of international espionage, London: Weidenfeld and Nicolson, 1989.
- Cuban Bluff: a novel, London: Seeker & Warburg, 1990.
- Seven Spies who changed the world, London: Secker & Warburg, 1991.
- Secret War: the story of SOE, Britain's wartime sabotage organisation, London: Hodder & Stoughton, 1992.
- The Faber Book of Espionage: Faber & Faber, Dec 1994
- The Secret War for the Falklands: SAS, MI6 and the War Whitehall Nearly Lost : Little Brown, Jan 1997, ISBN 0-7515-2071-3
- The Faber Book of Treachery: Faber & Faber, March 1998
- The Crown Jewels: the British secrets exposed by the KGB archives, London: HarperCollins, 1999, 1998.
- Counterfeit Spies: Time Warner Paperbacks, March 1999
- VENONA: The Greatest Secret of the Cold War: HarperCollins, May 2000 ISBN 0-00-653071-0
- The Third Secret: The CIA, Solidarity and the KGB's Plot to Kill the Pope: HarperCollins, Oct 2000.
- Mortal Crimes: the greatest theft in history: Soviet penetration of the Manhattan Project, New York: Enigma Books, 2004.
- The Guy Liddell Diaries: 1939-1942 v1: Frank Cass Publishers, Feb 2005
- The Guy Liddell Diaries: 1942-1945 v2: Routlege, London, June 2005
- Historical Dictionary of British Intelligence: Scarecrow Press, London, June 2005
- Mask: MI5's Penetration of the Communist Party of Great Britain: Frank Cass Publishers, July 2005
- On Her Majesty's Secret Service: The Chiefs of Britain's Intelligence Agency, MI6: Greenhill Books, London Oct 2006

## Acciones legales
Allason estuvo involucrado en una serie de casos legales, representándose a sí mismo sin abogados.
Mientras estaba en la Casa de los Comunes se interesó en los certificados de inmunidad pública, y puso al descubierto los contratos multimillonarios en tráfico de armas del empresario judío inglés de los medios de comunicación Robert Maxwell. Fue perseguido en un libelo acusatorio por Maxwell, pero ganó el caso por apelación.
En 1996, Allason demandó a Alastair Campbell por falso testimonio en relación con un artículo del Daily Mirror publicado en noviembre de 1992. El jurado falló a favor de Allason, pero no obtuvo reparaciones pecuniarias. En una repetición del juicio celebrada en 1998, se le entregaron £1,050 en concepto de daños y el 75% de sus costas.
En 1998 inició y perdió un libelo contra el programa de la BBC Have I Got News For You, acerca de unos comentarios vertidos en dicho programa televisivo acerca de su libro en 1996, en el que se lee: 

...vista la afición de Mr. Allason a presentar demandas por libelo, también hay excelentes razones legales para no referirse a él como un timador de tres al cuarto.
BBC

En 2001, Allason demandó a Random House, los editores de Enigma Spy, una autobiografía del espía soviético John Cairncross, uno de los Cinco de Cambridge. Allason reclamó que él había sido el escritor fantasma de The Enigma Spy por los derechos de autor y un 50% de las ganancias. Sin embargo, Allason perdió el caso y fue obligado a pagar las costas, que ascendieron  a unas  £200,000. El juez dictaminó que Allason era «un hombre profundamente deshonesto» y «uno de los testigos más deshonestos que le había tocado en suerte conocer».
En septiembre de 2005, Allason fue condenado a una pena de 6 meses de cárcel por engaño a la corte en relación con los pagos efectuados en el caso de 2001.